# Gunnar Wersén
Carl Gunnar Wersén, född 16 juli 1916 i Värmdö församling, Stockholms län, död 5 juni
1977 i Danderyds församling, Stockholms län, var en svensk radio- och TV-producent, radioteaterregissör, dramatiker, översättare, sångtextförfattare, tecknare och målare.

## Biografi
Han var son till försäkringsaktuarien Hjalmar Wersén och förskolläraren Gurly Lund. Efter att han avlagt en fil. kand.-examen arbetade han några år inom reklambranschen där han tilldelades ett av Svenska Akademiens större pris för bästa reklamstilistik. Under sina ungdomsår bedrev han måleristudier och har illustrerat bland annat sina egna barnböcker Bongo  och Kalle Klätts ABC.
Wersén var 1949–1960 anställd vid Sveriges radio där han ingick i redaktionen för radioprogrammen som Karusellen, Lördagskväll, Hylands hörna, I elfte timmen, Aftonlampan och Tolv rätt. Han skrev även sångtexter och barnböcker. Vid TV gjorde han flera kortfilmer samt manus till ett flertal tecknade filmer.
Bland hans översatta sångtexter kan nämnas "Högt uppe på berget" (On top of Old Smoky), "Ja' tåg en liten kiddemitt" (I taut I taw a puddy-tat) och "Gjort e' gjort, glöm mig fort!" (Don't think twice, it's all right av Bob Dylan).
"W har gjort en omfattande insats som övers av skådespel o operor, företrädesvis f radio o TV." (Litteraturlexikon, 1974)
Gunnar Wersén är begravd på Värmdö kyrkogård.

### Barnböcker
- 1941 – Sagan om fule Filip (Bonnier).[5] Ny upplaga av Mina, 2003.

- 1943 – Bongo: saga med text och bilder (Bonnier).[6]

- 1945 – Truls Trulson kryper ut: saga med text och bilder (Lindqvist).[7] Ny upplaga av Mina, 2002.

- 1945 – Herr Tupp, fru Tupp och lilla Kuckeliku (illustrationer av Erik Persson).[8]

- 1946 – Kalle Klätts ABC: text och bilder.[9]

- 1947 – Herr Tupp, fru Tupp, och lilla Kuckeliku på nya äventyr (illustrationer av Erik Persson).[10]

- 1949 – Kuckeliku och Hilda i skolan (illustrationer av Erik Persson).[11]

- 1950 – ... sa' Lifman (teckningar Einar Norelius) (Svenska lifförsäkringsbolaget).[12]

- 1950 – Rädda Kalle (illustrationer av Curt Blixt) (Arbetsgivarnes ömsesidiga olycksfallsförsäkringsbolag).[13]

- 1953 – Tuppens radio Kuckeliku (illustrationer av Erik Persson).
- 1962 – Truls Trulson och andra godnattsagor (illustrationer av Rita Rapp-Lennmor) (Rabén & Sjögren)
- 1970 – Elefunten (tillsammans med Björn Barlach, illustrationer av Stephan Gip) (Sveriges radio)
- 1970 – Gomorron, Törnrosa (illustrationer av Hans Arnold) (Rabén & Sjögren)
- 1971 – Du är fri: Förenta Nationernas förklaring om de mänskliga rättigheterna utformad som teaterscener för barn (Gummessons läromedel)

### Övrigt
- 1945 – Tema med variationer: några glimtar ur kravattens historia (illustrationer av Yngve Berg) (AB Amanda Christensen)
- 1950 – Hemmakvällar: konsten att roa familjen vid aftonlampan (illustrationer av Curt Blixt) (Strömberg).[14]

- 1964 –  Promenad på Djursholm (tillsammans med Hans Hammarskiöld) (Djursholms stad)
- 1970 –  Svenskar: människor i Sverige ser på sig själva genom kameraögat (bildurval Carl-Adam Nycop, text och red.: Gunnar Wersén, Bengt Åke Kimbré) (Sveriges radio)

### Översättningar (urval)
- 1958 –  Georg Friedrich Händel: Tamerlan: opera i tre akter (Tamerlano) (libretto av Nicola Haym) (otryckt översättning för Radioteatern)
- 1960 –  Gino Pugnetti: Flickan och soldaterna: radiopjäs (otryckt översättning för Radioteatern 1960)
- 1963 –  Ludvig Holberg: "Madame April". Ingår i Holbergs komedier: pjäsbok till Radioteaterns huvudserie 1963/64 (Sveriges Radio)
- 1972 –  Fjodor Dostojevskij: Krokodilen: en sällsam historia (Krokodil) (otryckt översättning för Radioteatern)
- Bertolt Brecht: Happy end: en veckotidningsberättelse  (otryckt översättning)

## Sånger
- 1947 – Vår väg till Guale Guay (Down the old Spanish trail) (musik av Kenneth Leslie Smith).[15]

- 1948 – Nu är den stund (Now is the hour) (musik av Clement Scott).[16]

- 1950 – Bubb'lgum (musik av Vic Mizzy).[17]

- 1950 – Hoop-dee-doo Hoppla hej : polka (musik av Milton de Lugg).[18]

- 1950 – Hemlagat (musik av Jay Livingston).[19]